# Ben McLaughlin
Ben McLaughlin (Dierks, 22 settembre 1986) è un ex giocatore di football americano statunitense, che ha giocato come quarterback.
Dopo aver giocato per due diverse squadre universitarie statunitensi, si trasferisce per una stagione ai Louisiana Swashbucklers, avviando in seguito una carriera come allenatore di college e high school.

## Palmarès
- 1 Mondiale (2011)